# ヴワディスワフ・アンデルス

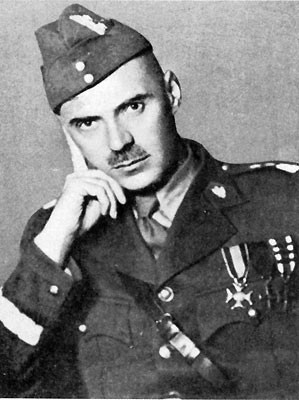
ヴワディスワフ・アンデルス

ヴワディスワフ・アンデルス（ポーランド語: Władysław Albert Anders；1892年8月11日 - 1970年5月12日）は、ポーランドの軍人。中将。独ソ戦勃発後、当初、ソ連領内でポーランド軍を編成したが、ソ連から脱出して西部戦線で戦う。終戦後は、共産政権によりポーランド市民権を剥奪され、イギリスに在住した。

## 帝政ロシア
ウッチ県クトノ郡ブウォニェのドイツ系貴族出身。1913年、ワルシャワ工業大学を卒業。第一次世界大戦勃発後、1915年にロシア帝国軍の騎兵学校を卒業し、竜騎兵連隊の中隊長、大尉となった。1917年、参謀本部アカデミー促成課程を修了した。

## ポーランド軍
ユゼフ・ドヴブル＝ムシニツキ将軍の第1ポーランド軍団の編成に参加し、第1軽騎兵連隊を編成し、第1ポーランド師団の参謀長となった。1918年1月、ベラルーシで赤軍と戦闘。1919年1月からドヴブル＝ムシニツキ将軍の大ポーランド軍の参謀長。同年4月から第15ポズナン軽騎兵連隊長となり、ポーランド・ソビエト戦争に従軍。
1921年、フランスに留学し、1923年、ワルシャワの高等指揮課程を修了。1925年11月、ワルシャワ警備司令。1926年5月、ユゼフ・ピウスツキ支持者のクーデター時、政府に忠誠の立場を取り、反乱軍に組織的抵抗を行った。その後、騎兵総監参謀長となり、1928年、ヴォルイン騎兵旅団長に任命。1937年からノヴォグルト騎兵旅団長。

## ポーランド侵攻
ポーランド侵攻時、アンデルスの旅団は「モドリン」軍の編成下に入り、ワルシャワ北方を担当した。ワルシャワ陥落後、ルヴフ（現ウクライナのリヴィウ）に退却。ステファン・ドンプ＝ビェルナツキ将軍の元で独立グループを指揮した。1939年9月22日、敵の戦車部隊を攻撃したが包囲された。9月24日、ハンガリー国境への突破のために攻撃を開始したが、9月29日、重傷を負い、赤軍の捕虜となり、内務人民委員部（NKVD）のルビヤンカ刑務所に収容された。

## 東部戦線
独ソ戦勃発後、1941年8月12日、ポーランド人に恩赦が布告され、アンデルスも釈放された（布告前の8月4日）。ソ連とポーランド亡命政府間の協定に従い、アンデルスの指揮下でポーランド軍の編成が始まった。アンデルスは、第5師団長となった。
ポーランド軍編成の際、ポーランド人将校の不足が問題となり、アンデルスはポーランド侵攻時の捕虜の行方についてソ連側に照会したが回答は得られなかった（カティンの森事件を参照）。このことから、アンデルスはソ連に不審を抱き、赤軍の下ではなく、米英軍と共に西部戦線で戦うことに決めた。
1942年3月、中東ペルシア回廊への部隊移動が始まった（1942年9月までに11万4千人が移動）。アンデルスは、1942年8月12日から東部ポーランド軍司令官となり、第3、第5、第6、第7歩兵師団、戦車旅団、第12軽騎兵連隊を配下に収めた。1943年6月21日、東部ポーランド軍は、第2ポーランド軍団に改編された。

## 西部戦線
1943年12月～1944年4月、軍団はイタリア戦線に移動。グスタフ線の戦闘に参加し、大損害を被ったが、1944年5月19日にカッシーノを占領した。その後、アドリア海沿岸に沿って進撃し、ボローニャを解放した。1945年2月から西部ポーランド軍司令官。

## 戦後
終戦後、ポーランド軍はドイツの守備隊とすることも検討されたが、後に解散が決定された。1946年9月、M.ジメルスキ将軍の発議により、亡命政府の軍人はポーランド市民権が剥奪された。
アンデルスは、その後イギリスに在住し、現地ポーランド人共同体を率いた。当人の希望により、モンテ・カッシーノの戦いで倒れたポーランド兵とともにモンテ・カッシーノの軍人墓地に埋葬された。
1989年にポーランドの共産主義体制が崩壊した後、アンデルスの市民権と軍階級は回復された。

## 著作（訳書）
- 『裏切られた軍隊　ポ−ランド第二軍団の悲劇』中野五郎訳、光文社（上下）、1952-53年